# 荒井村 (福島県北会津郡)
荒井村（あらいむら）は福島県北会津郡にあった村。現在の会津若松市北会津町北部にあたる。

## 地理
- 河川：阿賀川

## 歴史
- 1889年（明治22年）4月1日 - 町村制の施行により、下荒井村、蟹川村、真宮村、中石村、和合村、三伏村、和泉村の区域をもって発足。
- 1953年（昭和28年）4月1日 - 舘ノ内村と合併して荒舘村が発足。同日荒井村廃止。
- 1956年（昭和31年）5月1日 - 荒舘村が川南村と合併して北会津村が発足。
- 2004年（平成16年）11月1日 - 北会津村が会津若松市に編入。

## 交通

### 道路
現在は旧村域の北端を磐越自動車道が掠めるが、当時は未開通。

## 現在の町名
北会津町荒田、北会津町石原、北会津町和泉、北会津町蟹川、北会津町三本松（一部）、北会津町下荒井、北会津町舘、北会津町田村山、北会津町出尻、北会津町中里、北会津町白山、北会津町真宮、北会津町宮ノ下、真宮新町南一 - 四丁目、真宮新町北一 - 四丁目